# Cernay (Vienne)
Pour les articles homonymes, voir Cernay.
Cernay est une commune du Centre-Ouest de la France, située près de Lencloître dans le département de la Vienne  en région Nouvelle-Aquitaine.
Ses habitants sont appelés les Cernaisiens.

## Géographie

### Localisation
Cernay est situé à 3 km au nord-ouest du bourg de Lencloître et à 20 km de  Châtellerault, la plus grande ville à proximité.

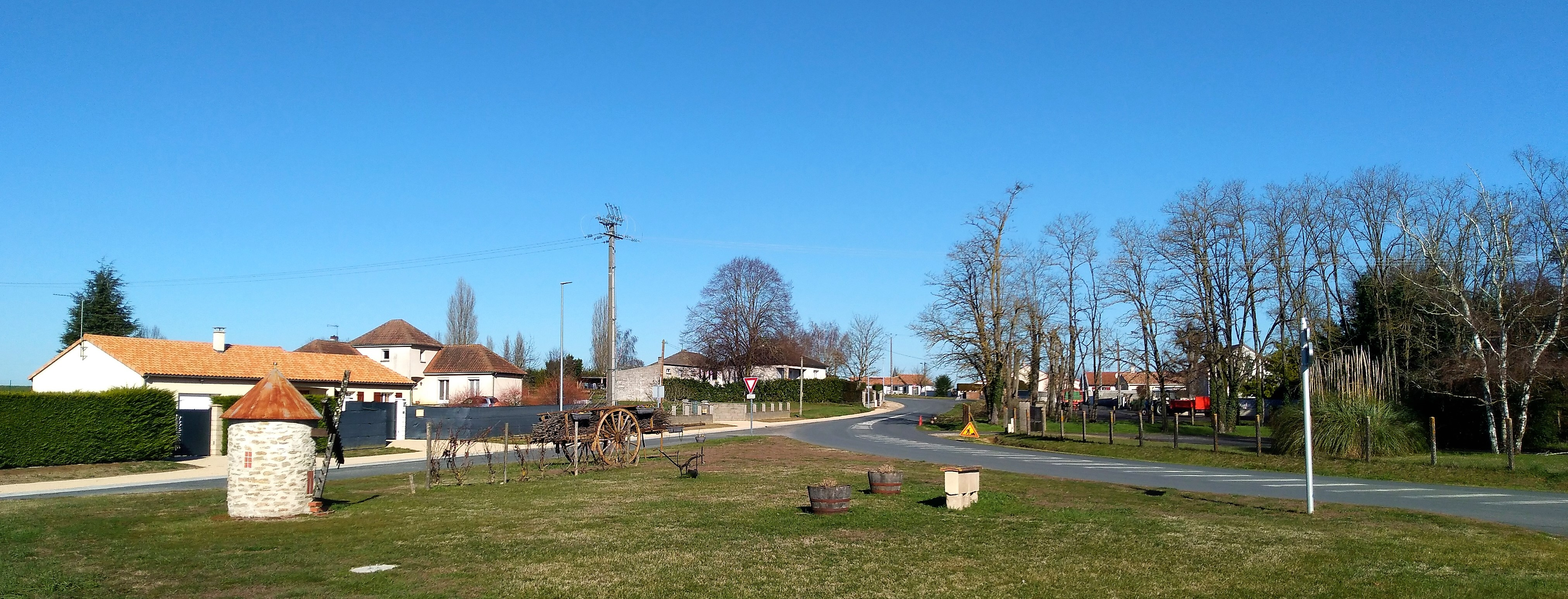
Intersection de la route D20 menant à Doussay et Verrue avec la route D73 reliant la commune de Berthegon au bourg de Lencloître, sur la commune de Cernay.

La commune est proche du parc naturel régional Loire-Anjou-Touraine.

### Communes limitrophes
Les communes les plus proches de Cernay sont Lencloître, Doussay, Savigny-sous-Faye, Saint-Genest-d'Ambière et Orches.

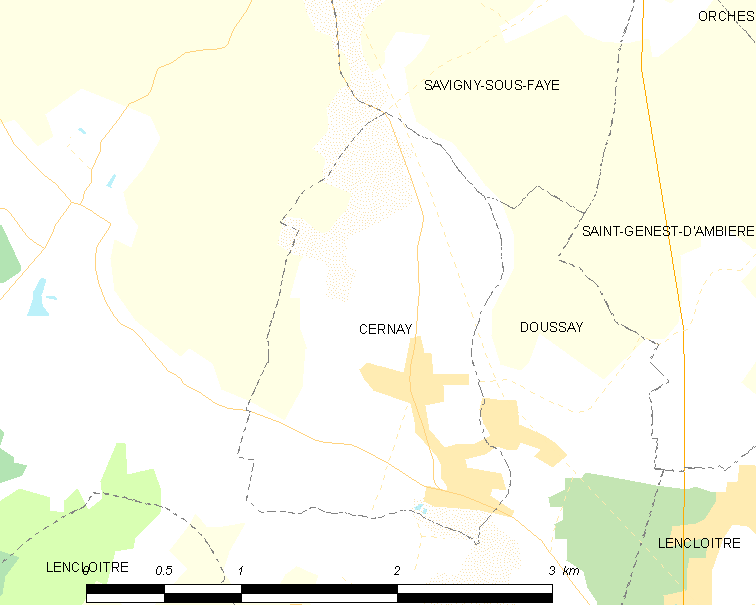
Carte de Cernay et de ses communes voisines.

|         | Savigny-sous-Faye  |                                |
| Doussay | Cernay             | Doussay Saint-Genest-d'Ambiere |
|         | Doussay Lencloître | Doussay Lencloître             |

### Géologie et relief
La région de Cernay présente un paysage de plaines vallonnées plus ou moins boisées. Le terroir se compose, sur les collines et les dépressions sableuses des bordures du Bassin parisien, de sable vert (37 %) et de calcaire sableux (63 %)
En 2006, 90 % de la superficie de la commune était occupée par l'agriculture et 10 % par des zones construites et aménagées par l'homme (voirie).
En 2019, est lancé officiellement le projet d'implantation de 6 éoliennes sur la commune. Projet ayant toutes les faveurs du Maire. Cette commune sera-t-elle la plus petite commune de France ayant son parc éolien? Sans doute, au point de devoir les positionner à 500m de l'entrée du village, et toutes regroupées et en enfilades dans le sens du vent dominant!
L'intérêt également pour les promoteurs éoliens, est que ce sont sans doute les rétributions les moins chères de France qui sont acceptées par les agriculteurs qui louent leurs terres.

### Climat
Pour des articles plus généraux, voir Climat de la Nouvelle-Aquitaine et Climat de la Vienne.
Historiquement, la commune est exposée à un climat océanique du nord-ouest.  
En 2020, Météo-France publie une typologie des climats de la France métropolitaine dans laquelle la commune est exposée à un climat océanique altéré et est dans la région climatique  Poitou-Charentes, caractérisée par un bon ensoleillement, particulièrement en été et des vents modérés.
Pour la période 1971-2000, la température annuelle moyenne est de 11,4 °C, avec une amplitude thermique annuelle de 15,3 °C. Le cumul annuel moyen de précipitations est de 658 mm, avec 10,8 jours de précipitations en janvier et 6,6 jours en juillet. Pour la période 1991-2020, la température moyenne annuelle observée sur la station météorologique la plus proche, située sur la commune de Neuville-de-Poitou à 17,09 km à vol d'oiseau, est de 12,5 °C et le cumul annuel moyen de précipitations est de 704,6 mm,. Pour l'avenir, les paramètres climatiques de la commune estimés pour 2050 selon différents scénarios d’émission de gaz à effet de serre sont consultables sur un site dédié publié par Météo-France en novembre 2022.

### Voies de communication et transports
Les gares les plus proches de Cernay se trouvent :
- à Beaumont à 15,61 km
- à Jaunay-Clan à 17,88 km
- à Richelieu à 20,22 km
- à Dissay à 16,95 km
- à Naintré à 16,73 km.

L'aéroport le plus proche est l'aéroport de Poitiers-Biard qui se situe à 27,4 km.

## Urbanisme

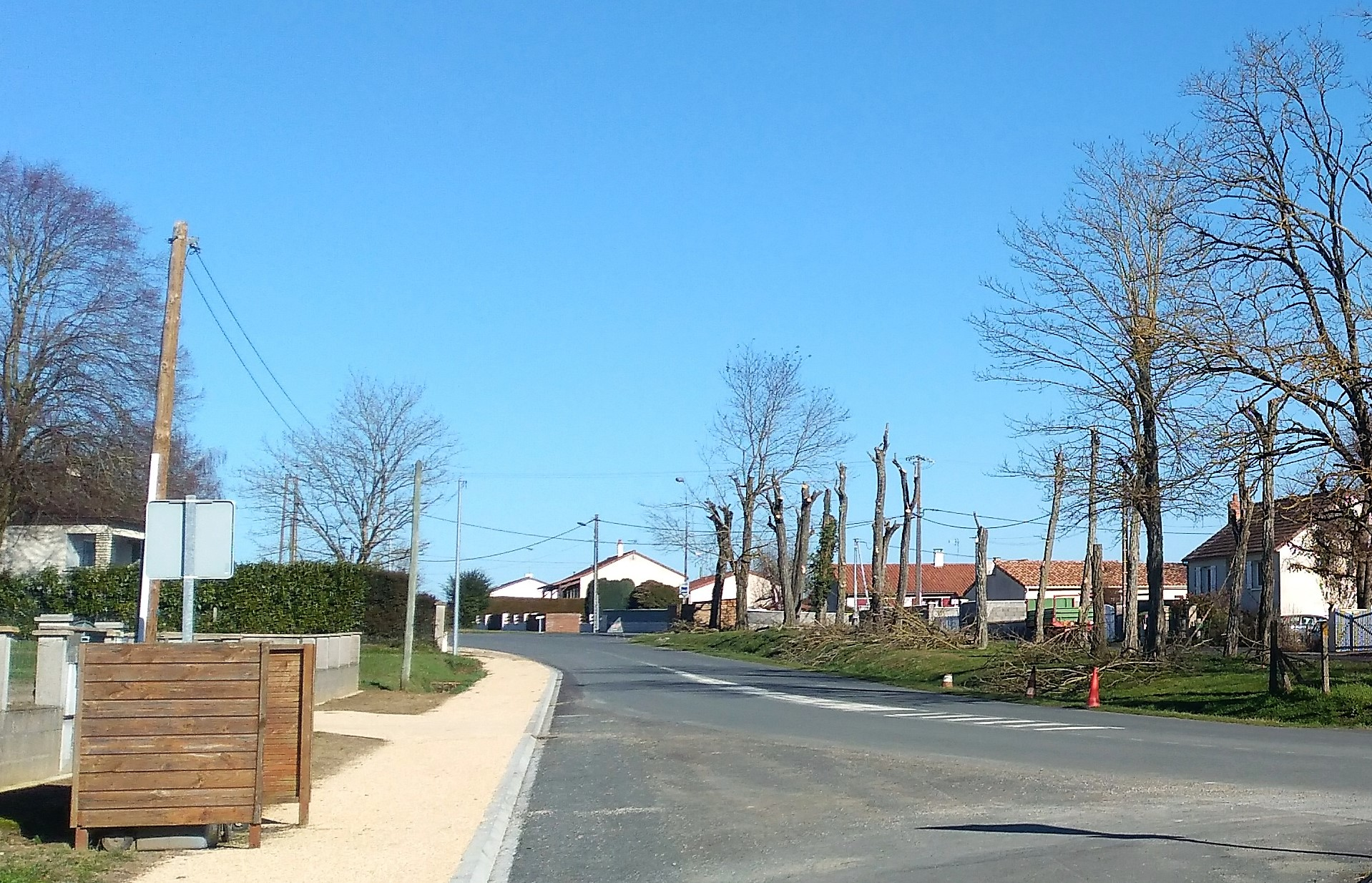
Vue d'une partie du lotissement de la commune de Cernay (86) sur la route de Lencloître.

### Typologie
Au 1er janvier 2024, Cernay est catégorisée commune rurale à habitat dispersé, selon la nouvelle grille communale de densité à sept niveaux définie par l'Insee en 2022.
Elle est située hors unité urbaine. Par ailleurs la commune fait partie de l'aire d'attraction de Châtellerault, dont elle est une commune de la couronne,. Cette aire, qui regroupe 44 communes, est catégorisée dans les aires de 50 000 à moins de 200 000 habitants,.

### Occupation des sols
L'occupation des sols de la commune, telle qu'elle ressort de la base de données européenne d’occupation biophysique des sols Corine Land Cover (CLC), est marquée par l'importance des territoires agricoles (88,7 % en 2018), en diminution par rapport à 1990 (90,1 %). La répartition détaillée en 2018 est la suivante : 
zones agricoles hétérogènes (77,5 %), zones urbanisées (11,3 %), terres arables (6,7 %), prairies (4,5 %). L'évolution de l’occupation des sols de la commune et de ses infrastructures peut être observée sur les différentes représentations cartographiques du territoire : la carte de Cassini (XVIIIe siècle), la carte d'état-major (1820-1866) et les cartes ou photos aériennes de l'IGN pour la période actuelle (1950 à aujourd'hui).

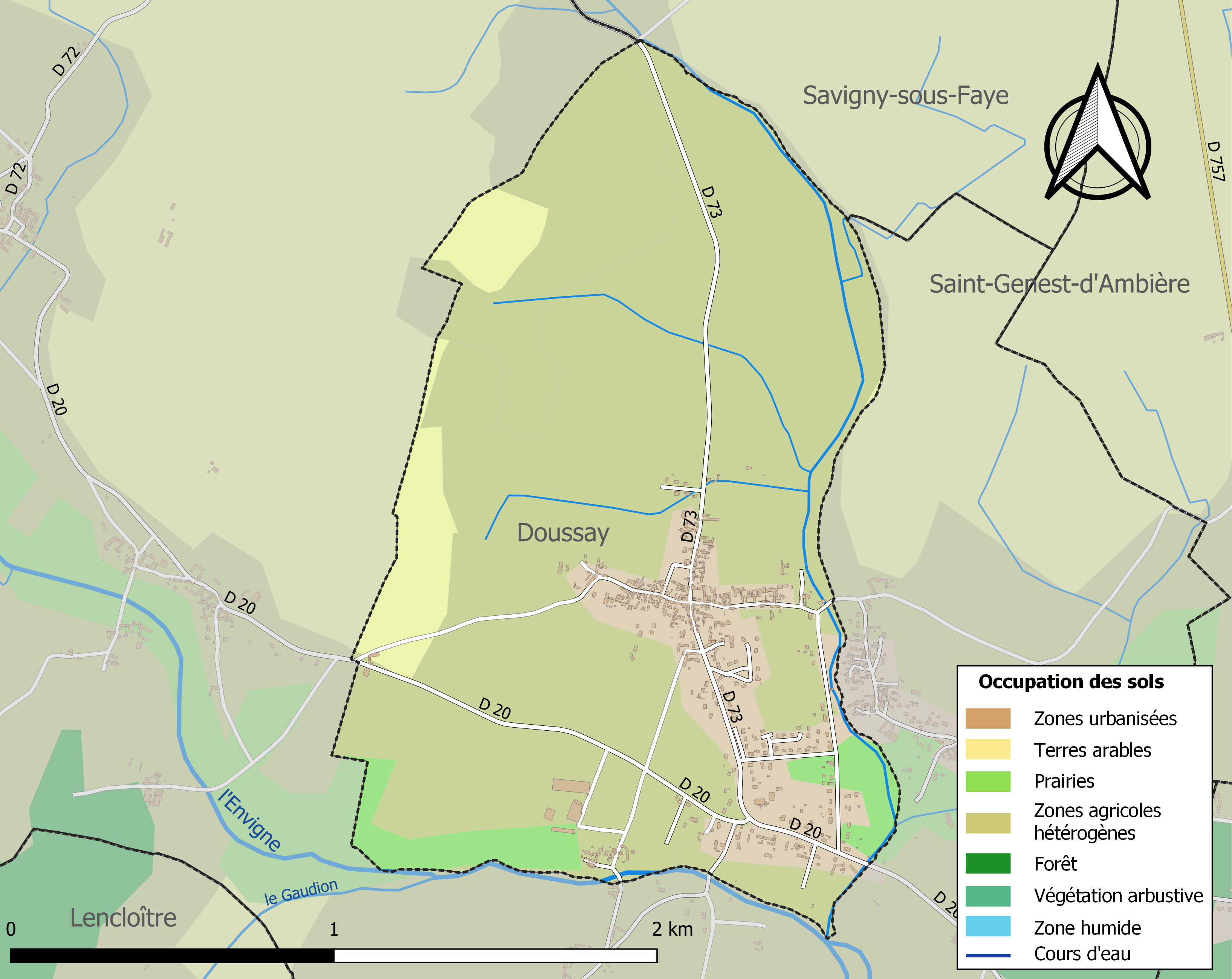
Carte des infrastructures et de l'occupation des sols de la commune en 2018 (CLC).

### Risques majeurs
Le territoire de la commune de Cernay est vulnérable à différents aléas naturels : météorologiques (tempête, orage, neige, grand froid, canicule ou sécheresse), inondations, mouvements de terrains et séisme (sismicité modérée). Il est également exposé à un risque technologique,  le transport de matières dangereuses. Un site publié par le BRGM permet d'évaluer simplement et rapidement les risques d'un bien localisé soit par son adresse soit par le numéro de sa parcelle.

#### Risques naturels
Certaines parties du territoire communal sont susceptibles d’être affectées par le risque d’inondation par débordement de cours d'eau, notamment l'Envigne. La commune a été reconnue en état de catastrophe naturelle au titre des dommages causés par les inondations et coulées de boue survenues en 1982, 1999 et 2010,.

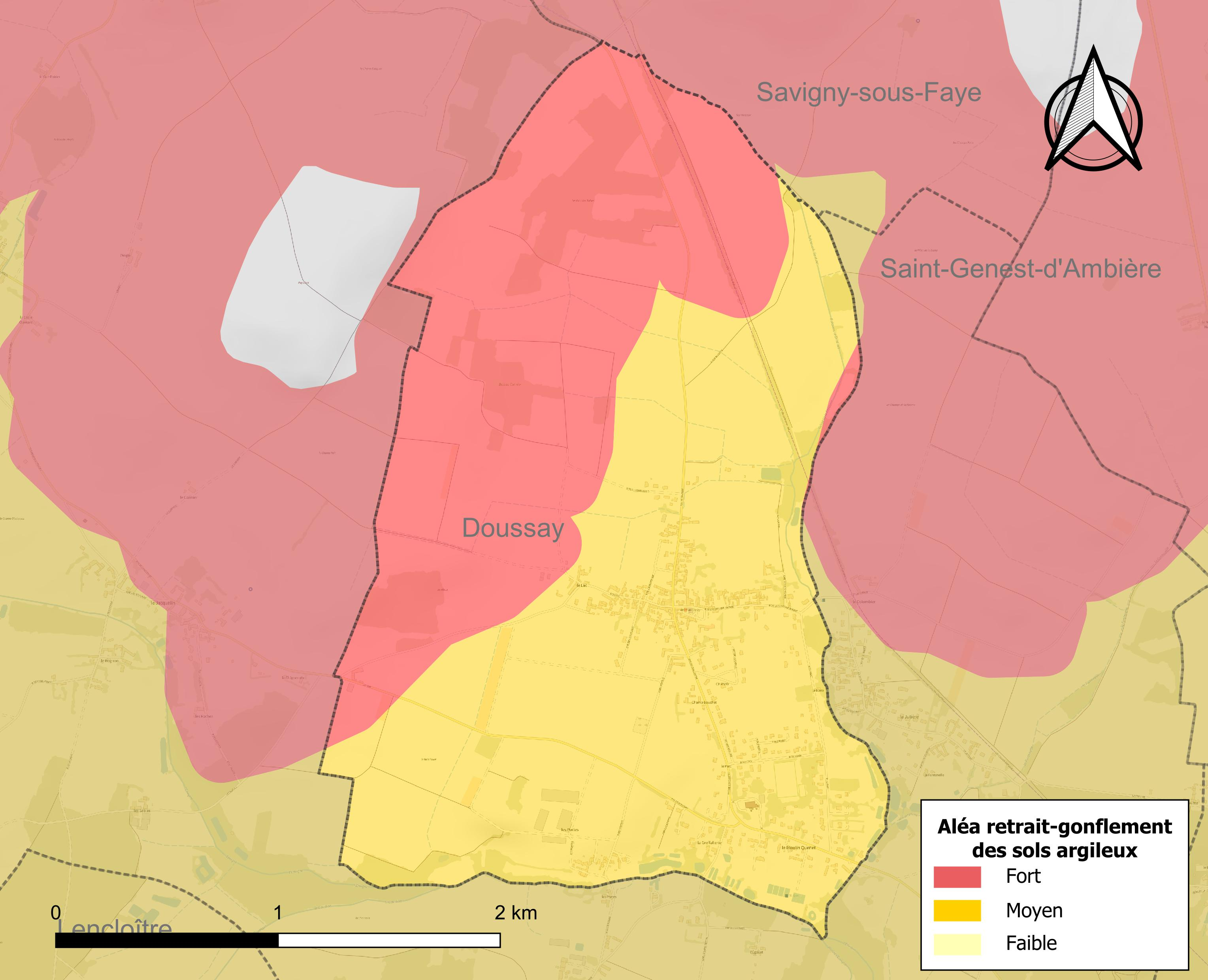
Carte des zones d'aléa retrait-gonflement des sols argileux de Cernay.

Les mouvements de terrains susceptibles de se produire sur la commune sont des tassements différentiels. Le retrait-gonflement des sols argileux est susceptible d'engendrer des dommages importants aux bâtiments en cas d’alternance de périodes de sécheresse et de pluie. La totalité de la commune est en aléa moyen ou fort (79,5 % au niveau départemental et 48,5 % au niveau national). Depuis le 1er octobre 2020, en application de la loi ÉLAN, différentes contraintes s'imposent aux vendeurs, maîtres d'ouvrages ou constructeurs de biens situés dans une zone classée en aléa moyen ou fort,.
La commune a été reconnue en état de catastrophe naturelle au titre des dommages causés par des mouvements de terrain en 1999 et 2010.

## Toponymie
Le nom du village pourrait avoir quatre origines différentes. Il pourrait, d'abord, provenir du germain heim qui signifie demeure et de senne qui peut se traduire par vache. Il pourrait, aussi, dériver du mot celte seano qui signifie vieille ferme. Il pourrait aussi provenir du mot cernei qui signifie pâturage ou abbatis dans la forêt. Enfin, il pourrait découler du mot cerney qui désigne un endroit défriché et entouré d'un mur de pierres sèches.

## Politique et administration

### Intercommunalité
Cernay est rattachée à la communauté d'agglomération de Grand Châtellerault.

### Liste des maires

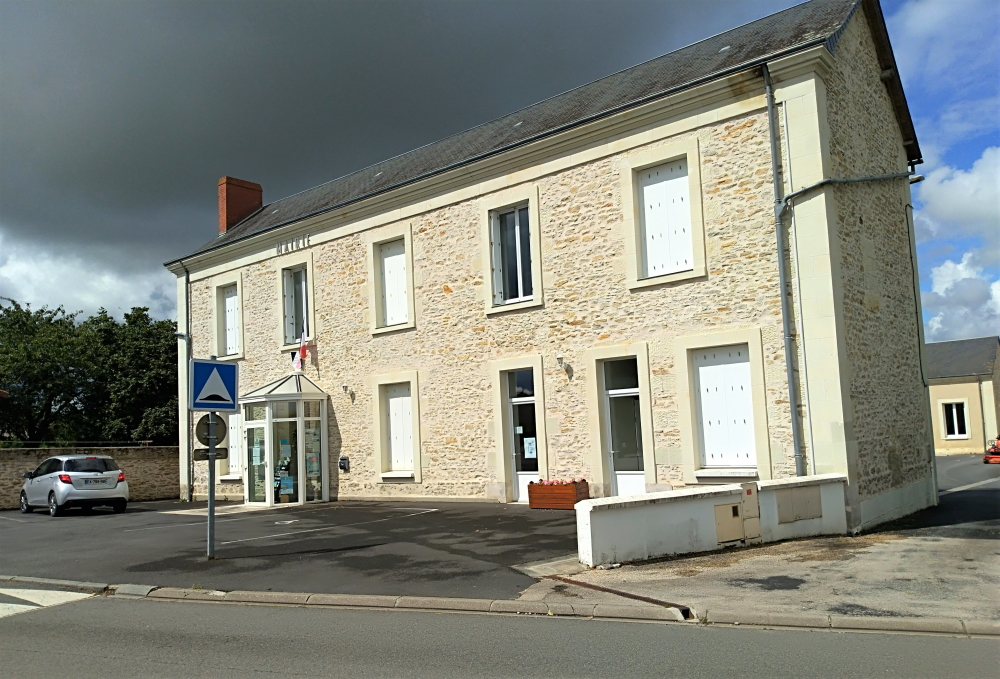
La mairie.

| Période    | Période | Identité    | Étiquette | Qualité                                                          |
| ---------- | ------- | ----------- | --------- | ---------------------------------------------------------------- |
|            |         |             |           |                                                                  |
| avant 2005 |         | Guy Moinard |           |                                                                  |
| mars 2011  |         | Laurent Roy | DVG       | Instituteur et directeur de l'école primaire de Scorbé-Clairvaux |

### Instances judiciaires et administratives
La commune relève du tribunal d'instance de Poitiers, du tribunal de grande instance de Poitiers, de la cour d'appel  Poitiers, du tribunal pour enfants de Poitiers, du conseil de prud'hommes de Poitiers, du tribunal de commerce de Poitiers, du tribunal administratif de Poitiers et de la cour administrative d'appel  de  Bordeaux, du tribunal des pensions de Poitiers, du tribunal des affaires de la Sécurité sociale de la Vienne, de la cour d’assises de la Vienne.

### Services publics
Les réformes successives de La Poste ont conduit à la fermeture de nombreux bureaux de poste ou à leur transformation en simple relais. Toutefois, la commune a pu maintenir le sien.

## Démographie
L'évolution du nombre d'habitants est connue à travers les recensements de la population effectués dans la commune depuis 1793. Pour les communes de moins de 10 000 habitants, une enquête de recensement portant sur toute la population est réalisée tous les cinq ans, les populations de référence des années intermédiaires étant quant à elles estimées par interpolation ou extrapolation. Pour la commune, le premier recensement exhaustif entrant dans le cadre du nouveau dispositif a été réalisé en 2008.

En 2022, la commune comptait 478 habitants, en évolution de +1,49 % par rapport à 2016 (Vienne : +0,6 %, France hors Mayotte : +2,11 %).
| 1793 | 1800 | 1806 | 1821 | 1831 | 1836 | 1841 | 1846 | 1851 |
| ---- | ---- | ---- | ---- | ---- | ---- | ---- | ---- | ---- |
| 360  | 314  | 329  | 293  | 394  | 398  | 415  | 425  | 451  |

| 1856 | 1861 | 1866 | 1872 | 1876 | 1881 | 1886 | 1891 | 1896 |
| ---- | ---- | ---- | ---- | ---- | ---- | ---- | ---- | ---- |
| 451  | 433  | 454  | 449  | 435  | 429  | 446  | 380  | 379  |

| 1901 | 1906 | 1911 | 1921 | 1926 | 1931 | 1936 | 1946 | 1954 |
| ---- | ---- | ---- | ---- | ---- | ---- | ---- | ---- | ---- |
| 382  | 386  | 381  | 340  | 348  | 327  | 353  | 332  | 325  |

| 1962 | 1968 | 1975 | 1982 | 1990 | 1999 | 2006 | 2008 | 2013 |
| ---- | ---- | ---- | ---- | ---- | ---- | ---- | ---- | ---- |
| 304  | 313  | 301  | 302  | 347  | 384  | 420  | 430  | 457  |

| 2018 | 2022 | - | - | - | - | - | - | - |
| ---- | ---- | - | - | - | - | - | - | - |
| 482  | 478  | - | - | - | - | - | - | - |

En 2008,selon l'Insee, la densité de population de la commune était de 131 hab./km2, 61 hab./km2 pour le département, 68 hab./km2 pour la région Poitou-Charentes et 115 hab./km2 pour la France.
Les dernières statistiques démographiques pour la commune ont été fixées en 2009 et publiées en 2012. Il ressort que la mairie administre une population totale de 444 personnes, avec une densité de 134,95 hab./km2. À cela, il faut soustraire les résidences secondaires (11 personnes) pour constater que la population permanente sur le territoire de la commune est de 433 habitants.
Depuis le dernier recensement, de 1999 à 2008, la population est passée de 386 à 430 et a fortement augmenté de 11,4 %.
La répartition de la population en 2010 par sexe est la suivante (INSEE) : 51,9 % d'hommes et 48,1 % de femmes.

## Économie

### Agriculture
Selon la direction régionale de l'Alimentation, de l'Agriculture et de la Forêt de Poitou-Charentes, il n'y a plus que 2 exploitations agricoles en 2010 contre 4 en 2000.
Bilan en 2007 : Les surfaces agricoles utilisées ont faiblement diminué et sont passées de 199 hectares en 2000 à 190 hectares en 2010. Ces chiffres indiquent une concentration des terres sur un nombre plus faible d’exploitations. Cette tendance est conforme à l’évolution  constatée sur tout le département de la Vienne puisque de 2000 à 2007, chaque exploitation a gagné en moyenne 20 hectares[réf. nécessaire].
La transformation de la production agricole est de qualité et permet aux exploitants d’avoir droit, sous conditions, aux appellations et labels suivants :
- Chabichou du Poitou (AOC)
- Beurre Charentes-Poitou (AOC)
- Beurre des Charentes (AOC)
- Beurre des Deux Sevres (AOC)
- Veau du Limousin (IGP)
- Agneau du Poitou-Charentes (IGP)
- Bœuf du Maine (IGP)
- Jambon de Bayonne (IGP)
- Melon du Haut Poitou (IGP)

Selon une étude de la direction Régionale de l'Alimentation, de l'Agriculture et de la Forêt, publiée en juin 2012, la surface consacrée à la culture du melon (3 810 hectares en région Poitou-Charentes est de loin la plus importante de l'Hexagone (Midi-Pyrénées : 3 211 hectares ; Languedoc-Roussillon : 2 751 hectares ; Paca 2 525 hectares).
Le melon est produit par 314 exploitations. La zone de culture du melon se situe dans le Nord de la région, principalement sur une trentaine de communes du département de la Vienne et quatre communes situées dans le département des Deux-Sèvres.
Un melon français sur quatre provient de la région Poitou-Charentes.

### Activité et emploi
Le taux de chômage est en 2011 de 10,8 %.

## Culture locale et patrimoine

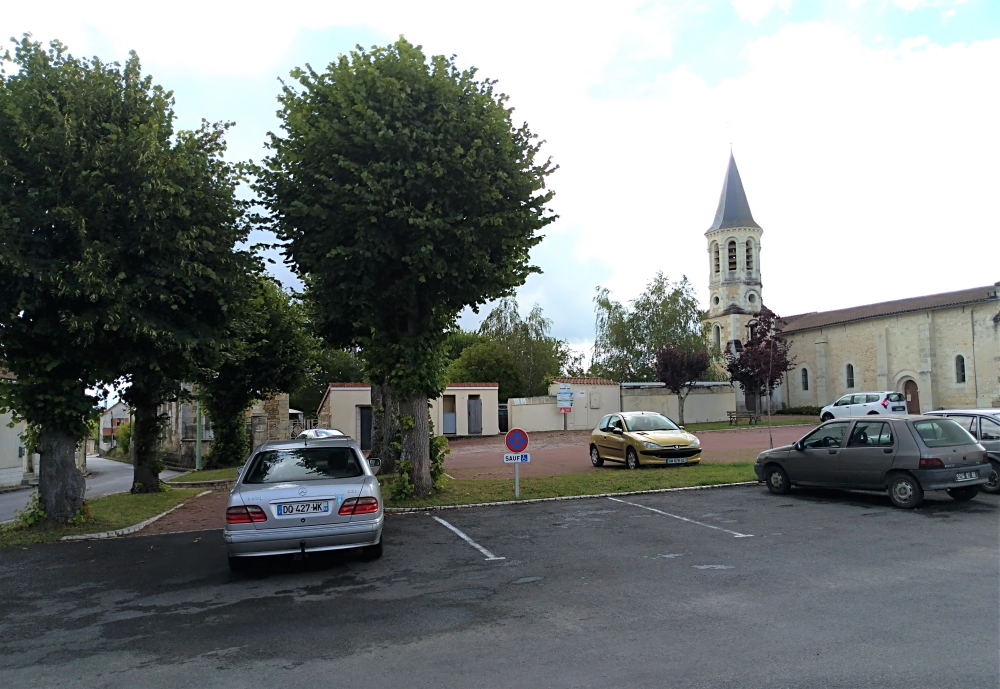
La place de l'église

### Lieux et monuments
- Église Notre-Dame de Cernay à nef de style roman qui renferme un sarcophage.
- Selon l'Inventaire des arbres remarquables de Poitou-Charentes[29], il y a un arbre remarquable sur la commune qui est un châtaignier commun localisé rue des Portes.
- Gare de Cernay - Doussay, ancienne halte ferroviaire desservant la commune, près du hameau de “La Jutière” sur la commune voisine de Doussay.

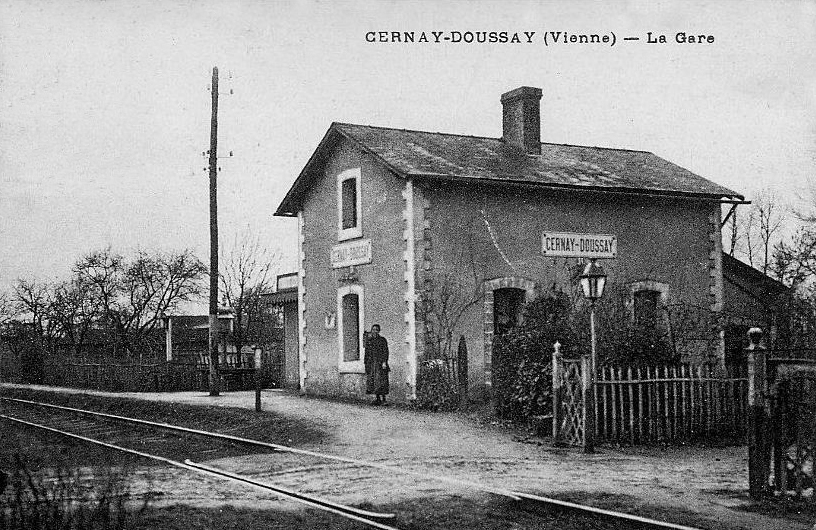
La Gare de Cernay - Doussay au lieu-dit “Le Colombier” près du hameau de “La Jutière” sur la commune voisine de Doussay au début du.